# 二側錐五角柱

## 関連図形
二側錐五角柱（にそくすいごかくちゅう、Biaugmented pentagonal prism）とは53番目のジョンソンの立体で、正五角柱の隣り合わない2つの側面に正四角錐を貼り付けたものである。

## 近縁な図形
| 双四角錐柱 （角柱の角の数を減らす） | 側錐五角柱 （正四角錐を1つ取り除く） | 双側錐六角柱 （角柱の角の数を、角錐が密な方に追加する形で増やす） | 二側錐六角柱 （角柱の角の数を、角錐が疎な方に追加する形で増やす） |